# Les Bas-fonds (film, 1936)
Pour les articles homonymes, voir Bas-fonds.
Pour plus de détails, voir Fiche technique et Distribution.
Les Bas-fonds est un film français réalisé par Jean Renoir, sorti en 1936, adaptation par l'écrivain Ievgueni Zamiatine de la pièce éponyme de Maxime Gorki.

## Synopsis
Pépel est un voleur qui vit dans une pension des bas-fonds tenue par Kostilev, un recéleur. Il est aimé par deux femmes, deux sœurs, Vassilissa, épouse du receleur, une jalouse dont il est l'amant, et la pure Natacha, sœur de Vassilissa, qui l'aime secrètement. Lors d'un cambriolage, Pépel est surpris par le propriétaire des lieux, un baron ruiné, chez qui les huissiers doivent saisir, le lendemain, tous les meubles. Les deux hommes sympathisent et deviennent amis.
Le baron finit par arriver à la pension, où il rejoint Pépel et la communauté des marginaux qui peuplent les bas-fonds. Afin d'échapper à la police qui a repéré ses trafics, Kostilev promet la main de Natacha à l'inspecteur de police qui a des vues sur celle-ci. Amoureuse de Pépel, elle ne peut s'y résoudre et refuse de revoir le policier.
Furieux, Kostilev et Vassilissa décident de lui donner une violente correction. Pépel intervient et sort le vieux Kostilev dans la cour ; ce dernier, détesté de tous, se retrouve encerclé par la foule, puis roué de coups qui finissent par le tuer. Pépel choisit alors d'abandonner ce monde misérable : il quitte Vassilissa et part avec Natacha.

## Fiche technique
- Titre : Les Bas-fonds
- Réalisation : Jean Renoir, assisté de Jacques Becker, Joseph Soiffier
- Scénario : Ievgueni Zamiatine, Jacques Companéez d'après la pièce éponyme de Maxime Gorki
- Dialogues : Charles Spaak, Jean Renoir
- Décors : Eugène Lourié, assisté d'Hugues Laurent
- Photographie : Fédote Bourgasoff, Jean Bachelet
- Son : Robert Ivonnet
- Montage : Marguerite Houlle-Renoir
- Musique : Jean Wiéner, Roger Désormière
- Chanson interprétée par Irène Joachim sur des paroles de Charles Spaak
- Cadrage : Jacques Mercanton
- Production : Alexandre Kamenka
- Société de production : Les Films Albatros
- Société de distribution : Les Distributeurs Français S.A.
- Pays de production :  France
- Format : noir et blanc — 35 mm — 1,37:1 — son mono
- Tournage : Studios Éclair d'Épinay ; extérieurs sur les bords de la Seine (entre Épinay et Saint-Denis) du 24 août au 3 octobre 1936
- Genre : drame, policier
- Durée : 95 minutes
- Dates de sortie :
  - France : 5 décembre 1936 (première) ; 11 décembre 1936 (sortie nationale) ; 23 novembre 1983[1] (reprise en salles)[non pertinent]
- Affiche : Jean-Adrien Mercier (France)

## Distribution
- Jean Gabin : Pépel Wasska, un cambrioleur
- Louis Jouvet : le baron ruiné
- Vladimir Sokoloff : Kostilev, le vieux receleur
- Suzy Prim : Vassilissa Kostileva
- Junie Astor : Natacha, la soeur de Vassilissa
- André Gabriello : Toptoum, l'inspecteur des garnis
- Jany Holt : Nastia, la prostituée
- Robert Le Vigan : l'acteur alcoolique
- René Génin : Louka, le philosophe
- Maurice Baquet : Aliocha, le fou accordéoniste
- Paul Temps : Zatine, le télégraphiste
- Nathalie Alexeief-Darsène : Anna, la pauvresse à l'hôpital
- Léon Larive : Félix, le valet de chambre du baron
- Lucien Mancini : le patron de la guinguette
- Camille Bert : le comte
- René Stern : l'envoyé du comte
- Jean Sylvain : le greffier de la prison
- Jacques Becker : un promeneur
- Robert Ozanne : Jabot-de-Travers
- Alex Allin : Tatar
- Fernand Bercher : un officier
- Irène Joachim : la chanteuse
- Henri Saint-Isle : Kletsch, le cordonnier
- Paul Grimault

## Distinctions
- Prix Louis-Delluc 1936